# Catedral de Chiclayo
A Catedral de Chiclayo (também conhecida como  Santa María Catedral) está localizada no parque principal de Chiclayo, no Peru, e sua construção é em estilo neoclássico.

## Construção
O projeto remonta a 1869, embora sua construção tenha sido reiniciada em 1928 quando, devido à falta de fundos e após os esforços das autoridades locais perante o Congresso da República, foi alocado um orçamento para o projeto, que foi retomado em 13 de fevereiro de 1928 e concluído em 1939.

## Arquitetura

### Estilo
Corresponde ao estilo neoclássico e caracteriza-se pela sua monumentalidade (semelhante às grandes obras da arquitetura grega e romana), pelas linhas retas que dominam as curvas, pelas suas formas mais simples e simétricas, pela maior racionalidade composicional, pela sobriedade decorativa e pela ordem.
A fachada é dividida em duas seções: a primeira sustentada por colunas dóricas que precedem os três arcos de entrada. A segunda apresenta capitéis coríntios, com varandas ou janelas panorâmicas entre as colunas. Torres sineiras encimadas por pequenas cúpulas destacam-se em ambos os lados da fachada.
Possui quatro sinos: "Ave María", "Asumpta", "Mater Dei" e "Gratia Plena". Esses sinos foram transportados da Alemanha para o Porto de Pimentel e, em seguida, no trem de Pomalca. Da estação ferroviária na Rua Colón, foi então transportado para a catedral em uma plataforma puxada por um caminhão.

### Interior
No interior, a igreja de três andares ostenta uma bela escultura do Cristo Pobre e vitrais trabalhados em Lima, representando cenas marianas do catecismo. Até recentemente, abrigava a imagem do "Senhor dos Milagres", doada em 1917 pela Sra. Carmela Delgado de Aspíllaga e pintada por Guillermo Samanez no final do século XIX.
O altar foi erguido por Monsenhor Luis Sánchez Moreno. No centro da fachada e no ponto mais alto está a imagem de "Santa María de los Valles de Chiclayo", em cuja homenagem a cidade de Chilcayo foi fundada com a chegada dos padres franciscanos no século XVI.

## Galeria

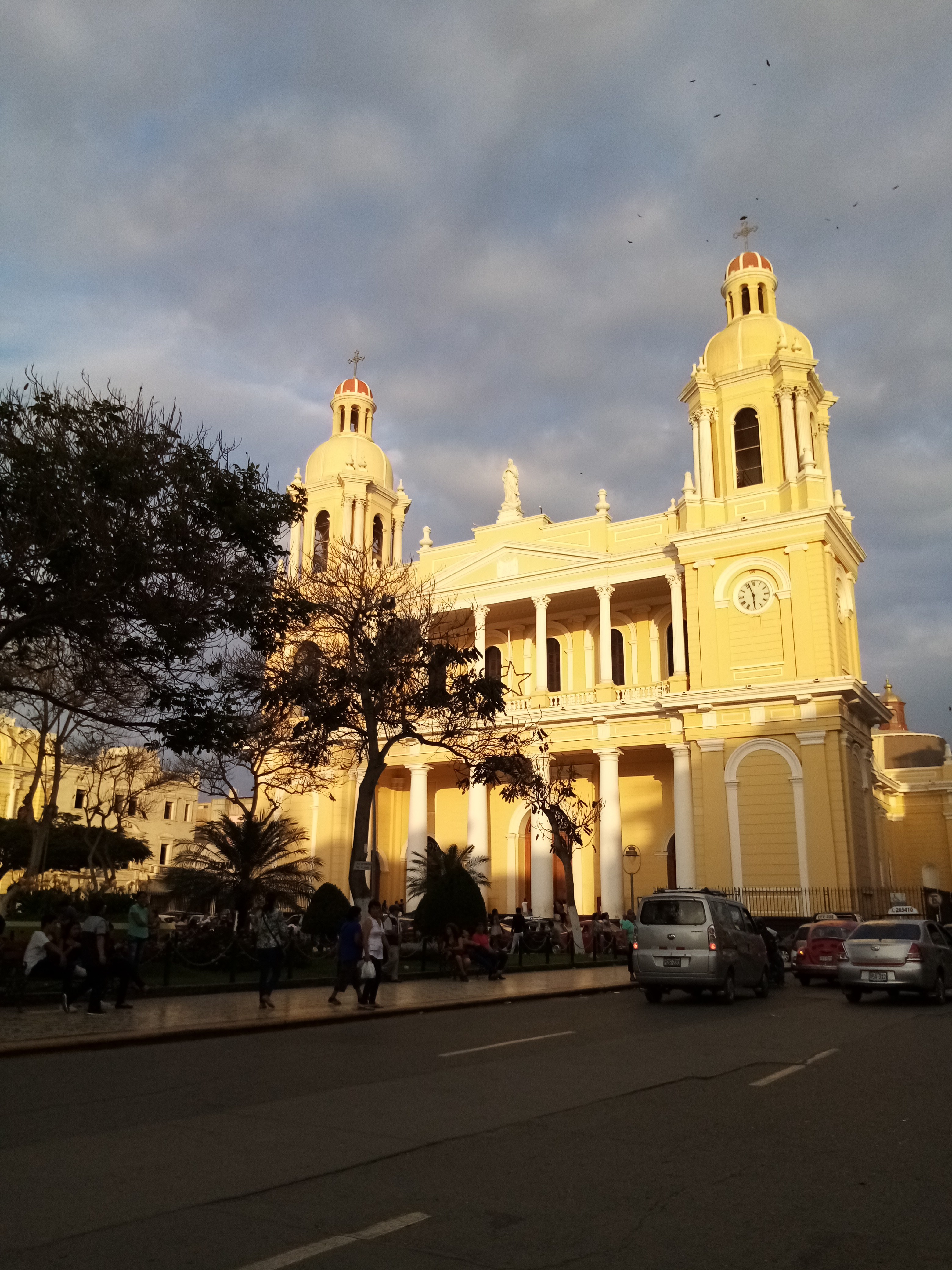
Vista exterior da catedral.
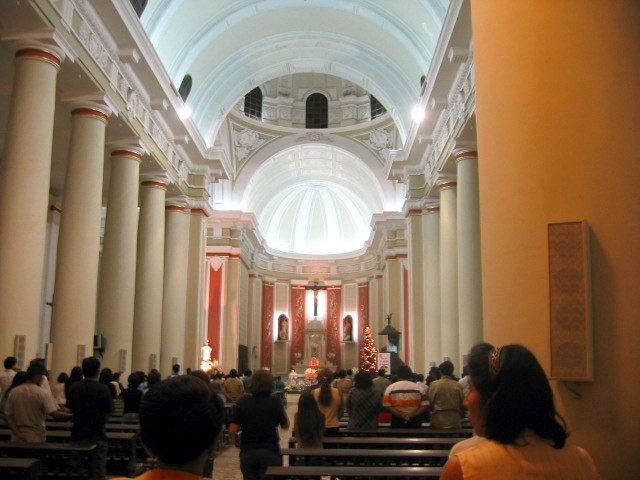
Nave central.
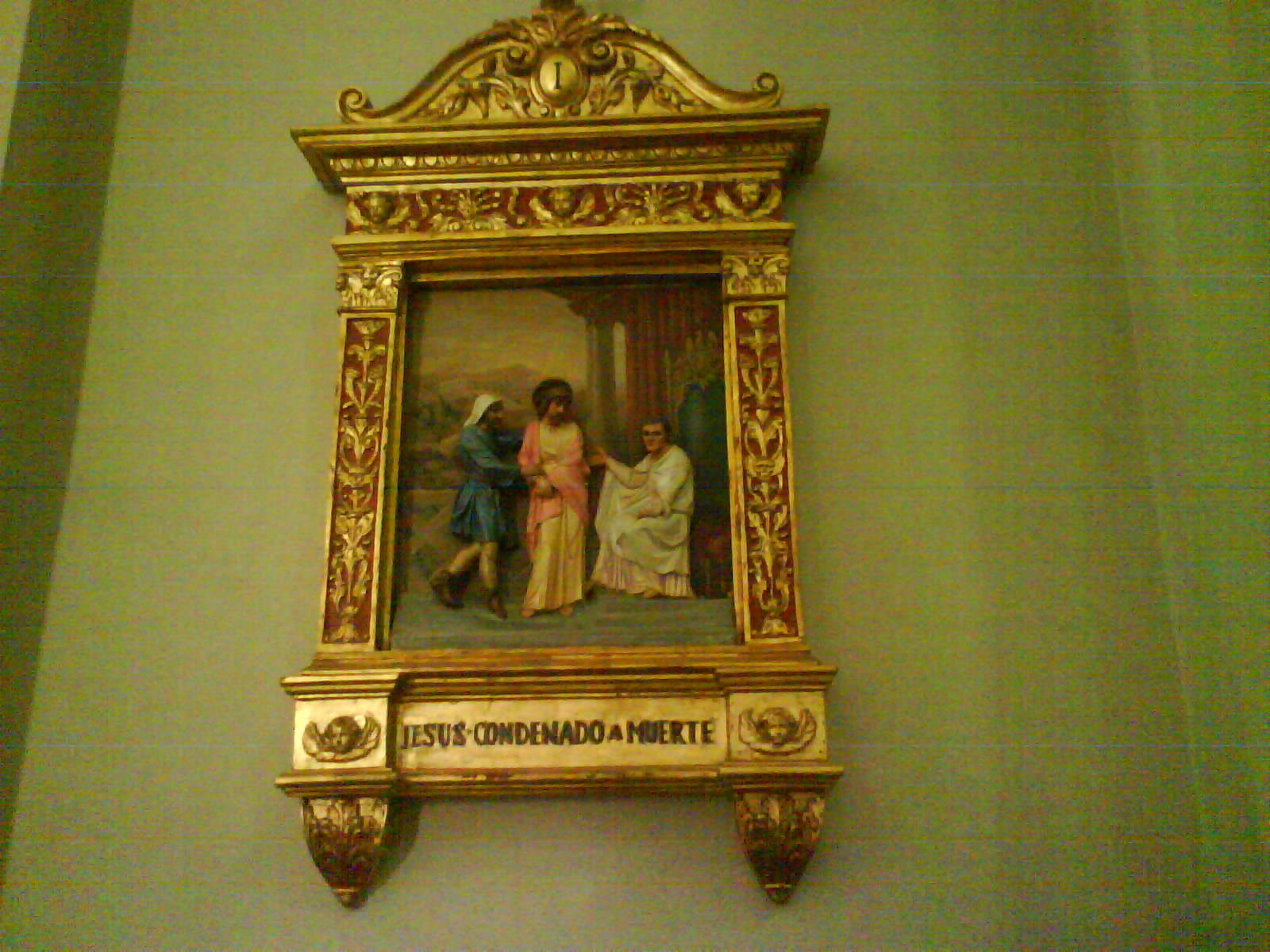
Estação Jesus condenado à morte.
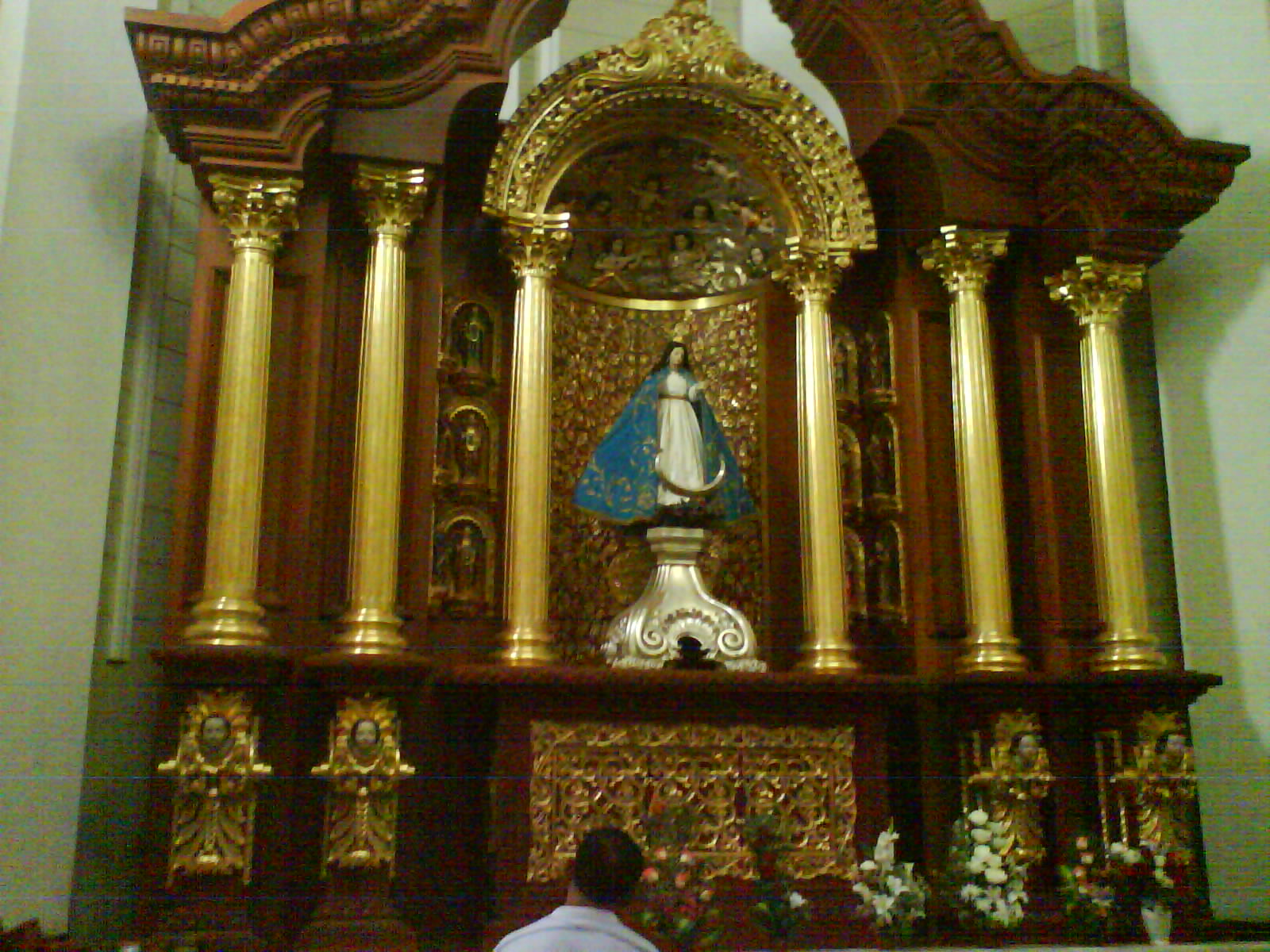
Virgem Maria.
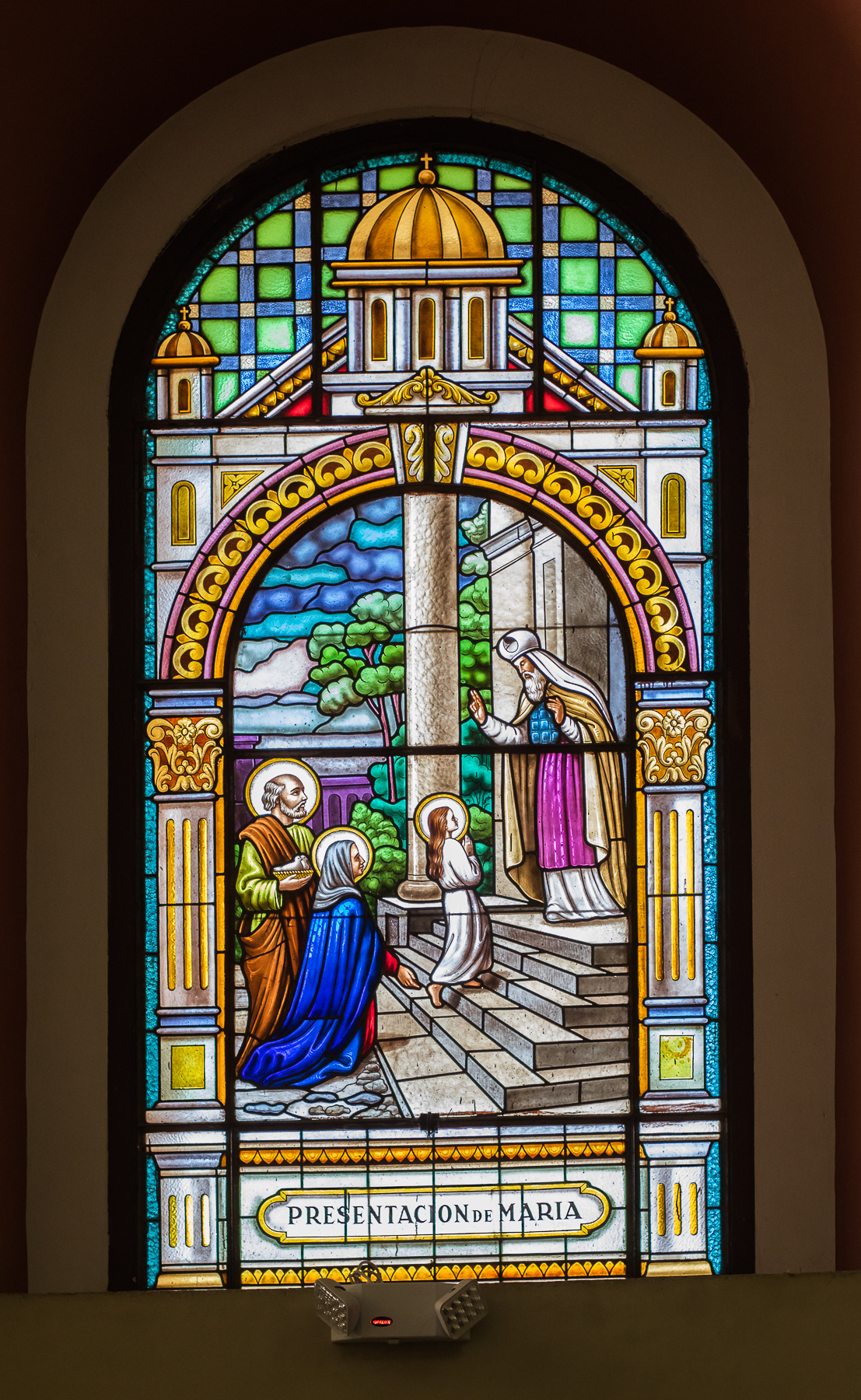
Vitral da apresentação a Maria.
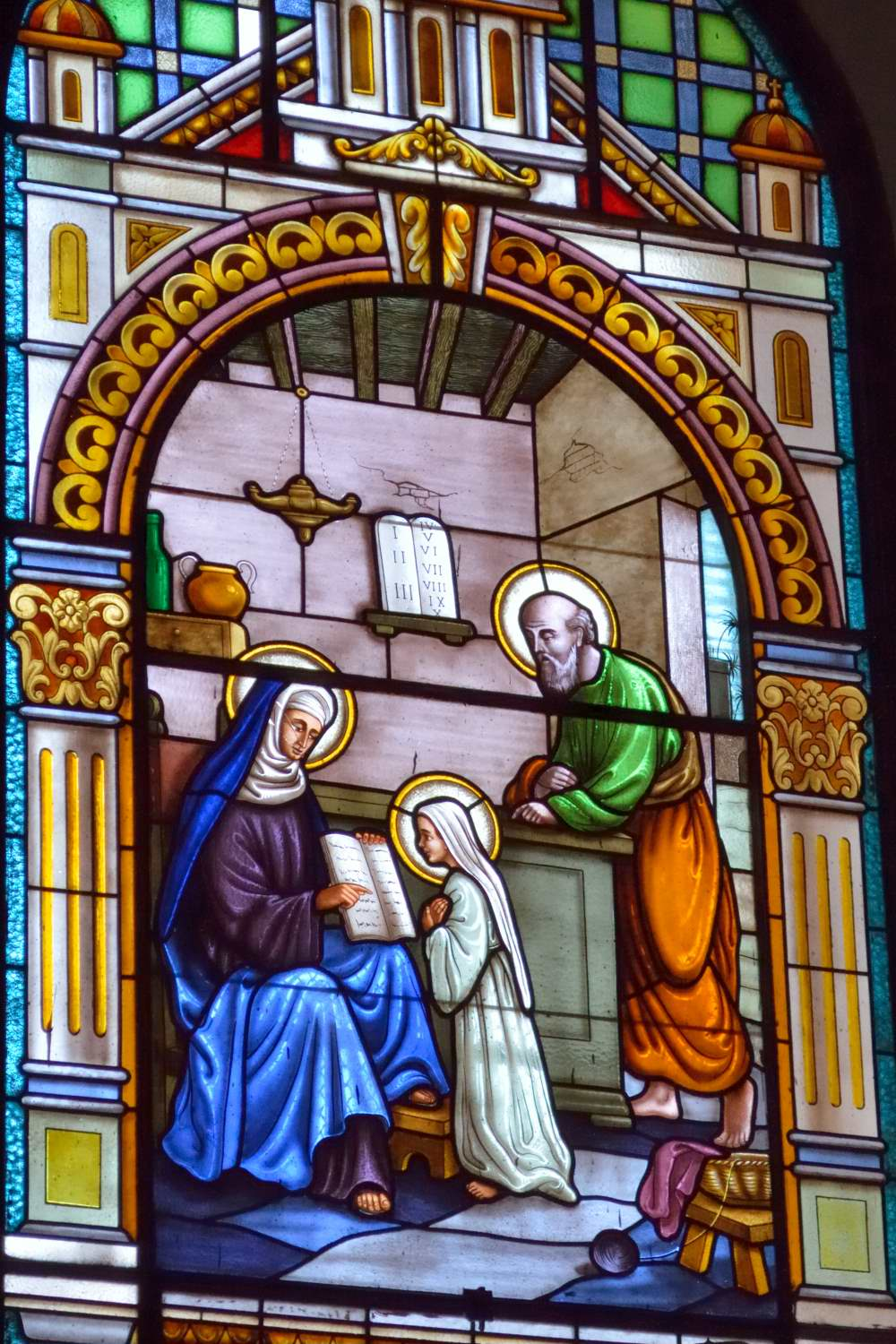
Virgem Maria e Santa Ana. Detalhe de vitral.